# آلبرت اسکینر
آلبرت اسکینر (انگلیسی: Albert Skinner؛ زادهٔ 1868) بازیکن فوتبال اهل بریتانیا است.
از باشگاه‌هایی که در آن بازی کرده‌است می‌توان به باشگاه فوتبال پورت ویل اشاره کرد.